# Жидачов
Жида́чов (укр. Жида́чів) — город в Стрыйском районе Львовской области Украины. Административный центр Жидачовской городской общины.
Один из самых старинных городов Прикарпатья. Жидачов расположен на грани холмистой Подольской возвышенности и плоской впадины Предкарпатья, за 3 км от впадения в Днестр его наибольшего притока реки Стрый.

## История
Первое письменное упоминание о Жидачове датируется 1164 годом, где он упоминается как Удеч (или Зудечев). В дальнейшем в документах зафиксировано ещё около 25 названий города. В 1393 году город получил магдебургское право, которое содействовало его экономическому развитию. Он стал одним из крупных городов Галиции, центром солеторговли. Кроме того, жители занимались земледелием и ремеслами. Эти занятия отображены на гербе города 1653 года — белая соляная голова, лемех от плуга, сердцевидный щит.
Католический приход в Жидачове был образован в 1301 году. В то время храм был деревянным, его окружало кладбище. Известно, что в 1387 году король Владислав Ягелло даровал жидачовскому костелу село Рогозно. В 1415 году брат короля, Свидригайло, который владел этим краем с 1403 года, украсил местный храм. В 1602 году было начато сооружение каменного костёла.
В 1676 году польский король Ян Собеский, готовясь к войне с турецкими отрядами Ибрагима Шайтана, стоял лагерем около Жидачова. Бои длились почти месяц, решающей стала битва 17 октября 1676 года. Король подписал с турками мирное соглашение, отобрал 12 000 пленных, которых гнали в ясырь и отслужил торжественный молебен по поводу победы в костёле Жидачова.
После начала Первой мировой войны Жидачов заняли русские войска и в сентябре 1914 года было принято решение о том, что селение станет центром уезда Львовской губернии, но весной 1915 года его заняли немецкие войска.

### Польская Республика
С 23 декабря 1920 года до 4 декабря 1939 года в Львовском воеводстве Польской Республики. Центр Жидечувского повята.
1 сентября 1939 года германские войска напали на Польшу, началась Германо-польская война 1939 года.
17 сентября 1939 года Красная Армия Советского Союза вторглась на территорию восточной Польши — Западной Украины, и 28 сентября 1939 года был подписан Договор о дружбе и границе между СССР и Германией.
Перед Второй мировой войной в городе насчитывалось около 4200 жителей, из них — свыше 1900 украинцев, 1290 поляков, 950 евреев. В годы Великой Отечественной войны в Жидачове было уничтожено еврейское население, а в конце 1940-х репатриировались все поляки.
27 октября 1939 года установлена Советская власть.

### Украинская ССР
C 14 ноября 1939 года в составе Украинской Советской Социалистической Республики Союза Советских Социалистических Республик.
4 декабря 1939 года стал центром Жидэчувского уезда Дрогобычской области (Указ Президиума Верховного совета СССР от 4 декабря 1939 года).
В 1939 году в Украинской ССР получил статус города.
17 января 1940 года стал центром Жидэчувского района Дрогобычской области (Указ Президиума Верховного совета СССР от 17 января 1940 года).
22 июня 1941 года германские войска напали на СССР, началась Великая Отечественная война 1941—1945 годов. Жизнь города перестраивалась на военный лад.
1 июля 1941 года оккупирован германскими гитлеровскими войсками.
С августа 1941 года в Генерал-губернаторстве гитлеровской Германии.
1 августа 1944 года освобождён советскими войсками 1-го Украинского фронта в ходе Львовско-Сандомирской наступательной операции 13.07-29.08.1944 г.: 1-й гвардейской армии — 127-й сд (генерал-майор Говоров, Иван Павлович) 107-го ск (генерал-майор Гордеев, Дмитрий Васильевич).
В 1944 город Жидэчув переименован в Жидачов.
В послевоенные годы развитие города связано со строительством и деятельностью целлюлозно-бумажного комбината, который был запущен в действие в 1951 году. После получения независимости комбинат и другие предприятия Жидачова резко снизили уровень производства, а уровень безработицы стал одним из самых высоких во Львовской области.
В 1969 году имелись картонно-бумажный комбинат; 2 кирпичных, сыродельный заводы, фабрика культурно-бытовых изделий; железнодорожная станция (на линии Стрый — Ходоров). Узел автомобильных дорог.

## Население
По данным переписи 2001 года, украинцы составляли 96,34 % населения города, русские — 2,21 %.

### Языковой состав
Родной язык населения по данным переписи 2001 года:
| Язык       | Численность, чел. | Доля     |
| ---------- | ----------------- | -------- |
| Украинский | 11 397            | 97,55 %  |
| Русский    | 227               | 1,94 %   |
| Другое     | 59                | 0,51 %   |
| Итого      | 11 683            | 100,00 % |

Украинский язык является основным и единственным официальным языком города.

## Памятники культуры
В Жидачове сохранились остатки древнерусского городища и замка XII—XIV веков, есть чудотворная икона Богоматери Воплочення — Жидачовская Оранта 1406 года (находится в церкви Воскресенья).
Одной из основных исторических достопримечательностей является католический костёл (с 1990-х — вновь действующий), в котором в советское время сначала был автовокзал, а затем — краеведческий музей.
Сохранились старые «барские» конюшни, в которых расположены учебные классы и гаражи местного ПТУ.
|  |  |  |  |  |